# Латинская омега
Ꞷ, ꞷ (омега) — буква расширенной латиницы, основанная на строчной греческой букве омега (ω). 

## Использование
Она была включена в пересмотренный в 1982 году Манном и Далби Африканский эталонный алфавит и использовалась в качестве таковой в некоторых публикациях на языках куланго в Кот-д’Ивуаре в 1990-х годах. В других публикациях куланго вместо этого встречаются буквы V с крюком (Ʋ) или латинский ипсилон (Ʊ). Итальянский гуманист Джанджорджо Триссино предложил в 1524 году реформу итальянской орфографии, которая включала заглавную и строчную омегу для обозначения открытого звука [ɔ]. Впрочем, позже он пересмотрел свою орфографию и присвоил омеге значение закрытого звука [o]

## Кодировка
Заглавная и строчная формы буквы были закодированы в блоке Юникода «Расширенная латиница — D» (англ. Latin Extended-D) в версии 8.0, вышедшей 17 июня 2015 года, под кодами U+A7B6 и U+A7B7.